# アミラ・アダラ
アミラ・アダラ（ハンガリー語: Amirah Adara、1992年2月18日 - ）は、ハンガリーのポルノ女優。ブダペスト出身。

## 経歴
2014年から2018年にかけてXBIZ賞の最優秀外国人女優部門に5回ノミネートされている。2016年から2018年にはAVNアワードの最優秀外国人女優部門でもノミネートされている。日本でもカリビアンコムの『侍がハメる！世界素人生ハメ紀行』第1弾に登場した。